# 전주 라마다 호텔
전주 라마다 호텔(영어: Ramada Hotel Jeonju)은 대한민국 전북특별자치도 전주시 완산구 고사동에 완공된 호텔이다.